# Чикасоуей Ривър
Чикасоуей Ривър (на английски: Chickasawhay River) е река дълга около 210 мили (340км), в югоизточната част наМисисипи в САЩ. Тя е основният приток на река Паскагула, която се влива в Мексиканския залив. Притоците на Чикасоуей отводняват част от западна Алабама. Името „Чикасоуей“ идва от чокто думата чикашша – ахи, което означава „чикасо картофи“.

## Курс
Чикасоуей се образува от сливането на Чънки Ривър и Окатиби Крийк в северозападната част на окръгКларк и тече на юг през окръзите Кларк, Уейн и Грийн, до северната част на окръг Джордж, където се среща с Лийф Ривър и образуват река Паскагула. Чикасоуей тече покрай градовете Стоунуол, Куитмън, Шъбута, Уейнсбъро и Лийксвил.